# Poppy (chanteuse)
Pour les articles homonymes, voir Poppy.
Poppy, de son vrai nom Moriah Rose Pereira, née le 1er janvier 1995 à Boston, dans le Massachusetts, est une auteure-compositrice-interprète, danseuse, actrice et vidéaste américaine. Elle s’installe à Los Angeles en 2013 afin de poursuivre une carrière musicale, avant de signer un contrat avec la maison de disques Island Records et de publier son premier maxi, Bubblebath (2016), sous le pseudonyme That Poppy.
Fin 2016, Poppy devient l’ambassadrice de la collection Hello Sanrio de la compagnie japonaise Sanrio. Au cours de l’été 2017, elle signe une nouvelle entente avec le label Mad Decent et introduit subséquemment son premier album, intitulé Poppy.Computer. Son deuxième album studio, Am I a Girl?, sort en octobre 2018.
En août 2019, Poppy annonce sa collaboration avec le label Sumerian Records lors de la sortie du premier single, Concrete. Le 4 octobre 2019, Poppy annonce que le titre de son prochain album sera I Disagree et lance le single du même nom. Elle signe ensuite quatre autres albums chez le même label, jusqu'à Negative Spaces en 2024.

## Biographie

### Jeunesse et débuts (1995-2014)
Moriah Rose Pereira naît à Boston, dans le Massachusetts, le 1er janvier 1995. Son père est le batteur d’un groupe et elle assiste souvent à leurs représentations lors de son enfance. Elle déménage à Nashville dans le Tennessee à l’âge de 14 ans. À ce propos, elle déclare : « On a pris la poudre d’escampette car mon père avait changé de travail et on voulait tout recommencer à zéro, alors j’ai proposé Nashville comme lieu de résidence et mes parents étaient tout de suite d’accord – ce qui est plutôt bizarre – donc oui, on a fini par s’installer à Nashville »[réf. souhaitée].
Enfant, Moriah Pereira a pour unique désir de devenir danseuse et faire partie de la troupe des Rockettes (en). Elle suit alors des cours de danse pendant onze ans, avant de devenir musicienne. Harcelée à l'école car mince et silencieuse, son éducation se termine à la maison. 
Moriah Pereira se présente pour la première fois à IndieCove en août 2011, où elle interprète une chanson d'Alanis Morissette. Elle se lance sur YouTube en octobre 2011, avec des vlogs et des reprises de chansons. Surtout privées, ses vidéos ont ensuite été effacées. En 2013, Poppy participe au titre Hide and Seek d'Eppic.
La même année, alors âgée de 18 ans, elle déménage à Los Angeles, où elle rencontre le réalisateur Titanic Sinclair. Leur première vidéo YouTube, Poppy Eats Cotton Candy, est publiée en novembre 2014 sur la chaîne de Poppy. Elle met en scène cette dernière et est réalisée par Titanic Sinclair. Ce dernier la décrit comme « une combinaison de la pop d'Andy Warhol, de l'épouvante de David Lynch et du ton comique loufoque de Tim Burton ». S'en suivent des dizaines de vidéos similaires pendant plusieurs années. En interview, il mentionne aussi que le personnage de Poppy de ces vidéos se présente comme un androïde et que le concept est en partie lié au concept de la vallée de l'étrange. Poppy déclare que ses vidéos YouTube racontent une histoire. Son amie fictive Charlotte, un mannequin avec une voix synthétique, y est un personnage récurrent. La chaîne YouTube de Poppy a été sujette à discussions d'autres créateurs, dont PewDiePie ou MatPat. Poppy apparait aussi dans un épisode de la web-série Good Mythical Morning (en).

### Island Records et Mad Decent (2015-2018)
En 2014, l'artiste signe avec le label Island Records sous le nom d'artiste That Poppy. Le 23 juin 2015, elle publie son premier single : Everybody Wants to Be Poppy, supposément enregistré pour son premier album. A la place, elle sortira un EP, Bubblebath (en), en 2016, ouvert par le single Lowlife (en) sorti en 2015. Elle se présente au festival Corona Capital (en) en novembre 2015.  De juillet à août 2016, elle publie une série de clips publicitaires pour Steve Madden (en) dans le cadre du programme Steve Madden Music. 
En octobre 2016, l'artiste publie un album de musique d'ambiance intitilué 3:36 (Music to SLeep To), composé par Titanic Sinclair et elle-même en collaboration avec des polysomnographes de l'Université Washington de Saint-Louis. Le mois suivant, elle devient l'égérie de la collection Hello Sanrio de l'entreprise japonaise Sanrio.  En février 2017, Poppy est invitée à une série de vidéos de Comedy Central appelée Internet Famous with Poppy. En septembre de la même année, elle est élue artiste révélation aux Streamy Awards.

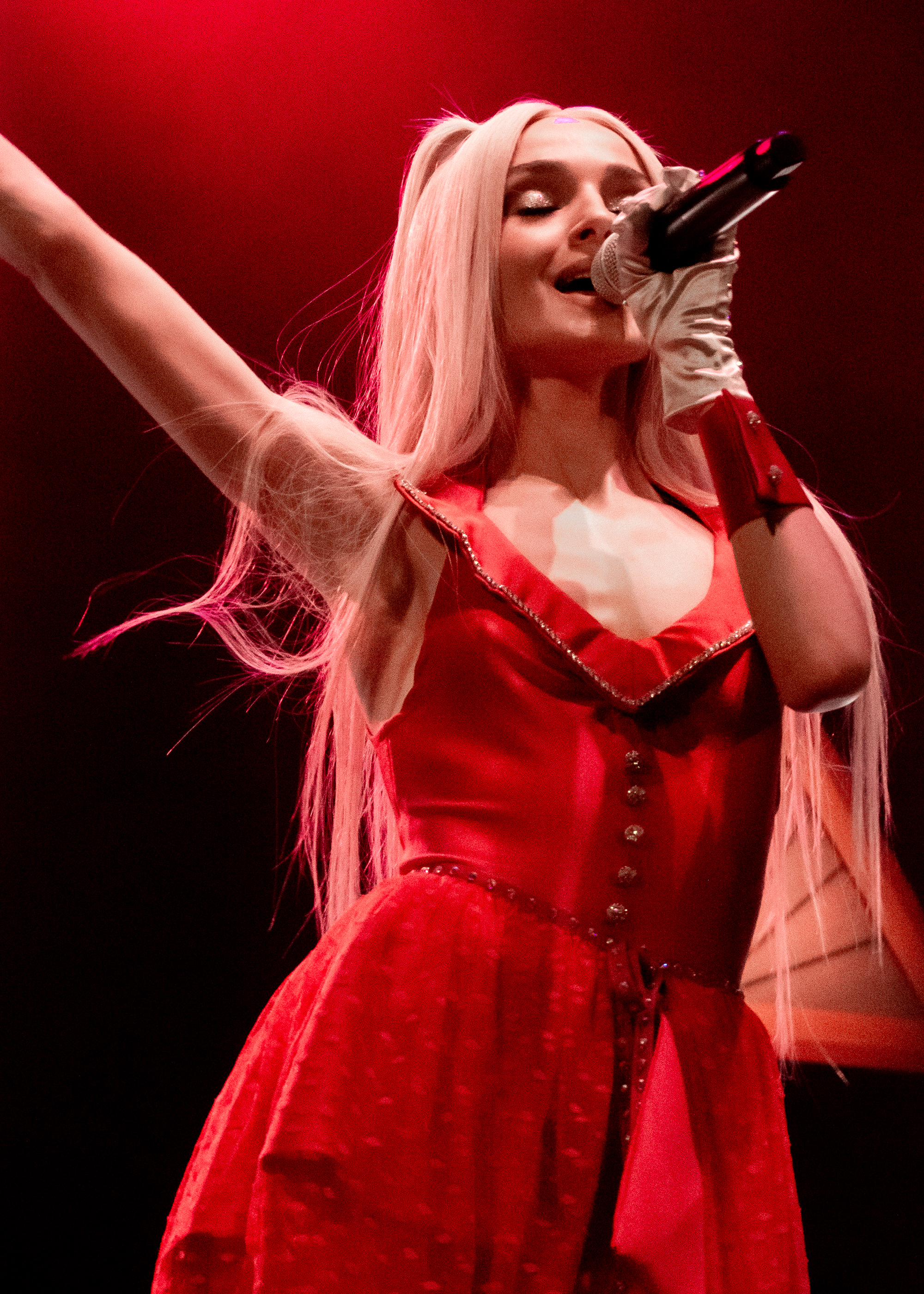
Poppy en concert à Los Angeles le 31 octobre 2018

Le premier album studio de Poppy, Poppy.Computer (en), est publié en octobre 2017 chez Mad Decent. Il comprend notamment les singles Computer Boy et Let's Make a Video, publiés respectivement en mai et en juin, et Interweb, publié en juillet et joué au Late Late Show with James Corden. A l'occasion de cet album, la chanteuse commence sa première tournée, Poppy.Computer Tour (en), le 19 octobre 2017 à Vancouver. En mars 2018, elle chantera aussi Moshi Moshi, du même album, au festival Popspring. L'artiste participe au YouTube Rewind de 2017, et écrit un livre intitulé The Gospel of Poppy la même année.
Le 17 avril 2018, la chanteuse Mars Argo (en), ancienne partenaire de Titanic Sinclair, dépose une action en justice contre ce dernier et Poppy. Elle allègue une violation de droit d'auteur, déclarant que le personnage de Poppy est basé sur le sien, et des violences physiques et émotionnelles de la part de Sinclair, pendant la période suivant leur séparation et l'abandon de leur projet musical. Le 7 mai, Poppy répond publiquement, disant que Marso Argo tente de « [la] manipuler psychologiquement ». L'affaire de Sinclair a été réglée à l'amiable, celle de Poppy a été rejetée.
En juillet 2018, Poppy publie une reprise de la chanson Metal (en) de Gary Numan, présente dans la bande-son du jeu WWE 2K20. Le 31 octobre paraît son deuxième album studio, Am I a Girl? (en), qui donnera lieu à une tournée internationale. Il comprend notamment Time Is Up (en), collaboration avec Diplo (musicien), et Play Destroy (en), collaboration avec Grimes. Elle accusera plus tard cette dernière de l'avoir intimidée à cette occasion. Poppy assiste aux American Music Awards de 2018, et est présentratrice aux Streamy Awards de cette même année.

### Sumerian Records (2019-présent)
Le 8 janvier 2019, Poppy annonce un roman graphique intitulé Genesis 1, publié chez Z2 Comics (en) le 10 juillet et racontant l'origine du personnage. Co-écrit par Poppy, Sinclair et Ryna Cady, il a été illustré par Masa Minoura et Ian McGinty (en). La chanteuse publie en même temps l'album de musique d'ambiance I C U : Music to Read To, qu'elle déclare pensé pour être écouté en lisant le roman graphique.
Le 23 janvier 2019, Billboard annonce que Poppy va particier à l'expérience de réalité augmentée A Jester's Tale, créée et réalisée par Asad J. Malik. Produite par RYOT (en) et 1RIC, elle a été publiée au Festival du film de Sundance dans le programme New Frontier. Après avoir assisté aux iHeart Radio Music Awards en 2016, elle y retourne le 14 mars 2019 avec une robe de Victor & Rolf. La même année, elle déclare travailler sur un film d'horreur et un service de streaming musical,. Le 28 juin 2019, la chanteuse publie son deuxième EP, Choke (en), comprenant notamment Scary Mask (en), sortie en mai en collaboration avec le groupe Fever 333, et Voicemail, sortie en mars.
Poppy signe pour la première fois avec Sumerian Records en août 2019 pour son single Concrete, puis en octobre pour I Disagree, à l'occasion de l'annonce de l'album du même nom (en), qui commencera par ces deux titres. En novembre, elle en publie le troisème titre, Bloodmoney (en), qui sera nommé aux Grammy Awards pour la meilleure performance métal, faisant d'elle la première artiste solo féminine nommée dans cette catégorie. L'album I Disagree, troisième album studio de la chanteuse, est publié le 10 janvier 2020. A la 130e position du Billboard 200, il place Poppy dans ce classement pour la première fois. En octobre 2019, elle participe au Threesome Tour avec Bring Me the Horizon et Sleeping With Sirens.
En décembre 2019, Poppy se sépare de Titanic Sinclair, l'accusant de glorifier le suicide et la manipuler avec ça. Elle déclare que ce dernier a menacé de se suicider pour faire pression sur elle en tournée, et qu'il « vit dans l'illusion d'être un cadeau pour la terre ». En réponse aux spéculations des fans quant aux appels à l'aide cachés dans ses vidéos, elle précise que ce n'était pas intentionnel, mais que « les gens en ligne l'ont senti beaucoup plus tôt [qu'elle] ». Elle fait aussi écho aux accusations de Mars Argo envers Sinclair, déclarant n'avoir pas été complice mais avoir souffert de mésactions similaires.
Le 28 janvier 2020, Poppy annonce son deuxième roman graphique, L'Enfer selon Poppy, co-écrit avec Ryan Cady et illustré par Zoe Thorogood et Amilcar Pinna. Après de nombreux reports dûs à la pandémie de Covid-19, il est finalement publié le 20 octobre, en même temps que l'album Music to Scream to. En octobre, elle publie un clip vidéo pour Sit / Stay, première musique qu'elle a réalisée elle-même. En juin, à l'occasion du mois des fiertés, elle publie une reprise de la chanson All the Things She Said de t.A.T.u.. Le 14 août, elle publie I DIsagree (more), version deluxe de son dernier album. Le 1er décembre, la chanteuse publie un EP de quatre titres, A Very Poppy Christmas.
En mars 2021, Poppy se présente aux Grammys avec sa nouvelle chanson, Eat. Le 9 avril, elle joue Say Cheese pour la première fois pendant un évènement du WWE NXT, chancon qui deviendra le thème officiel du programme, et rejoindra son EP Eat (NXT Soundtrack) (en) sorti en juin avec cinq titres.
Le 29 décembre 2020, Poppy annonce travailler sur son prochain album. Elle publie les singles Her en juin puis Flux en juillet, et annonce alors que l'album, du même nom, sortira le 24 septembre 2021, avant de publier So Mean en juillet. Pour la sortie de l'album, Poppy et Sumerian Records s'associent avec Roblox pour une première diffusion en direct sur la plateforme. Les musiques y seront ensuite utilisées par différents jeux.
En janvier 2022, Poppy publie 3.14, une chanson sur son chat Pi. Elle annonce la tournée Never Find My Place Tour, qui s'étendra du 8 mars au 30 novembre, aux Etats-Unis et au Royaume-Uni (les autres dates en Europe étant finalement annulées). En sepembre, elle publie le single FYB, qu'elle a joué quelques semaines plus tôt aux Reading and Leeds Festivals. Il ouvrira son EP Stagger (en) sorti en octobre chez Republic Records et Lava Records.
Poppy retourne chez Sumerian Records en 2023, avec son album Zig (en). Ainsi, elle publie les singles Church Outfit en avril, puis Knockoff en juillet, Motorbike en septembre, et Hard en octobre,,, l'album entier étant publié le 27 octobre,. En mai, elle publie une reprise de Spit du groupe Kittie. En août et septembre 2023, la chanteuse participe au Godless/Goddess Tour aux Etats-Unis avec le groupe PVRIS. En juin, elle collabore avec Danny Elfman et Stu Brooks (en) sur le titre They'll Just Love You.
En janvier 2024, Poppy publie V.A.N (en) avec Bad Omens. En avril, elle participe au titre Suffocate (en) avec Knocked Loose, qui sera nommé en novembre à la 67e cérémonie des Grammy Awards pour la meilleure prestation metal. Ils interprèteront cette chanson au Jimmy Kimmel Live! le 27 novembre. En été 2024, Poppy participe à la tournée mondiale de Thirty Seconds to Mars pour les dates aux Etats-Unis. Elle rejoint aussi Spiritbox pour leur chanson Soft Spine au festival Louder Than Life (en) le 29 septembre. 
Le 4 juin 2024, Poppy publie le single New Way Out (en), produit par Jordan Fish (en),, suivi par They're All Around Us le 17 septembre,, The Cost of Giving Up et Crystallized simultanément le 15 octobre,, et l'album complet Negative Spaces (en) le 15 novembre. Le 9 novembre, elle annonce sa tournée They're All Around US Tour en Amérique du Nord pour 2025. En octobre, elle lance sa web-série de 6 épisodes, Improbably Poppy (en), sur Veeps,. 
Le 10 mars 2025, Poppy retourne au Jimmy Kimmel Live! pour interpréter The Cost of Giving Up. Le 4 avril, elle participe au titre from me to u avec le groupe Babymetal,.

## Filmographie
| Rôle à la télévision | Rôle à la télévision | Rôle à la télévision | Rôle à la télévision |
| Année                | Titre                | Rôle                 | Notes                |
| -------------------- | -------------------- | -------------------- | -------------------- |
| 2015                 | Jessie               | Étudiante            | Rôle en figuration   |

| Rôle sur Internet | Rôle sur Internet              | Rôle sur Internet | Rôle sur Internet                                                    |
| Année             | Titre                          | Rôle              | Notes                                                                |
| ----------------- | ------------------------------ | ----------------- | -------------------------------------------------------------------- |
| 2015              | Everybody Wants to Be Poppy    | Elle-même         | Rôle principal durant quatre épisodes                                |
| 2016              | Ours pour un et un pour t'ours | NC                | Lancement promotionnel incorporant la chanson originale Just My Type |
| 2018              | I'm Poppy                      | Poppy Chan        | Rôle principal                                                       |

## Discographie

### Albums studio
- 2016 : 3:36 (Music to Sleep To) (I'm Poppy Records)
- 2017 : Poppy.Computer (I'm Poppy Records / Mad Decent)
- 2018 : Am I a Girl? (I'm Poppy Records / Mad Decent)
- 2020 : I Disagree (Sumerian Records)
- 2020 : Music to Scream To (Sumerian Records)
- 2021 : Flux (Sumerian Records)
- 2023 : Zig (Sumerian Records)
- 2024 : Negative Spaces (Sumerian Records)

### Collaborations
- 2019 : Scary Mask - FEVER 333 feat. Poppy (I'm Poppy Records / Mad Decent)
- 2024 : V.A.N - Bad Omens feat. Poppy (Sumerian Records)
- 2024 : Suffocate - Knocked Loose feat. Poppy (Pure Noise Records)
- 2025 : from me to u - BABYMETAL feat. Poppy (UMG Recordings)

## Tournées
- 2017-2018 : Poppy.Computer Tour (en)[14]
- 2018 : Am I a Girl? Tour (en)[22]
- 2019 : The Threesome Tour aux Etats-Unis avec Bring Me the Horizon et Sleeping with Sirens[39]
- 2020 : I Disagree Tour en Amérique du Nord[84] (dates en Europe annulées[55])
- 2022 : Never Find My Place Tour (en) en Amérique du Nord et en Angleterre[54] (autres dates en Europe annulées[85])
- 2023 : Godless/Goddess Tour aux Etats-Unis avec PVRIS[61]
- 2025 : They're All Around Us Tour en Amérique du Nord[78],[86]

## Récompenses et nominations
| Année | Cérémonie                           | Travail nommé | Catégorie                              | Résultat   |
| ----- | ----------------------------------- | ------------- | -------------------------------------- | ---------- |
| 2016  | 19 Under 19 Awards                  | Lowlife       | Chanson la plus influente de l’année   | Nomination |
| 2017  | Streamy Awards                      | Elle-même     | Choix du public                        | Lauréat    |
| 2017  | WOWie Awards                        | Elle-même     | Meilleure chaîne YouTube               | Nomination |
| 2017  | Unicorn Awards                      | Elle-même     | Moment le plus emblématique de l’année | Lauréat    |
| 2017  | Unicorn Awards                      | Computer Boy  | Chanson de l’année                     | Nomination |
| 2018  | Shorty Awards                       | Elle-même     | Bizarrerie de l’année                  | Lauréat    |
| 2020  | Heavy Music Awards                  | Scray Mask    | Meilleure vidéo                        | Nomination |
| 2020  | World of Wonder's 2020 WOWIE Awards | I Disagree    | Chanson marquante                      | Nomination |
| 2021  | Grammy Awards                       | Bloodmoney    | Meilleure performance metal            | Nomination |
| 2022  | Kerrang! Awards                     | Elle-même     | Meilleur acte international            | Lauréat    |

### Crédits
- (en) Cet article est partiellement ou en totalité issu de l’article de Wikipédia en anglais intitulé « Poppy (singer) » (voir la liste des auteurs).